# Greenbrier (Arkansas)
Greenbrier é uma cidade localizada no estado americano de Arkansas, no Condado de Faulkner.

## Demografia
Segundo o censo americano de 2000, a sua população era de 3042 habitantes.
Em 2006, foi estimada uma população de 3745, um aumento de 703 (23.1%).

## Geografia
De acordo com o United States Census Bureau, a localidade tem uma área de 20,1 km², sem área coberta por água. Greenbrier localiza-se a aproximadamente 94 m acima do nível do mar.

## Localidades na vizinhança
O diagrama seguinte representa as localidades num raio de 24 km ao redor de Greenbrier.